# ناتشو كونت
ناتشو كونت (بالإسبانية: Nacho Conte)‏ هو لاعب كرة قدم إسباني في مركز الوسط، ولد في 21 فبراير 1969 في سرقسطة في إسبانيا. شارك مع منتخب إسبانيا تحت 16 سنة لكرة القدم ومنتخب إسبانيا تحت 21 سنة لكرة القدم ومنتخب إسبانيا لكرة القدم. أما مع النوادي، فقد لعب مع راسينغ سانتاندير ونادي إشبيلية ونادي إيركوليس ونادي تينيريفي.

## وصلات خارجية
- ناتشو كونت على موقع قاعدة بيانات كرة القدم.إي يو (الإنجليزية)
- ناتشو كونت على موقع ناشيونال فوتبول تيمز (الإنجليزية)